# Boneviken
Boneviken (indonesiska: Teluk Bone) är en bukt i Indonesien. Den ligger i den centrala delen av landet, 1 600 km öster om huvudstaden Jakarta. Det är en av de tre bukter, Tominibukten i nordöst, Teluk Tolo i öster och Boneviken i söder, som ger ön Sulawesi dess speciella form. 